# Перано
Перано (итал. Perano) — коммуна в Италии, расположена в регионе Абруццо, подчиняется административному центру Кьети.
Население составляет 1656 человек, плотность населения составляет 276 чел./км². Занимает площадь 6 км². Почтовый индекс — 66040. Телефонный код — 0872.